# 논문

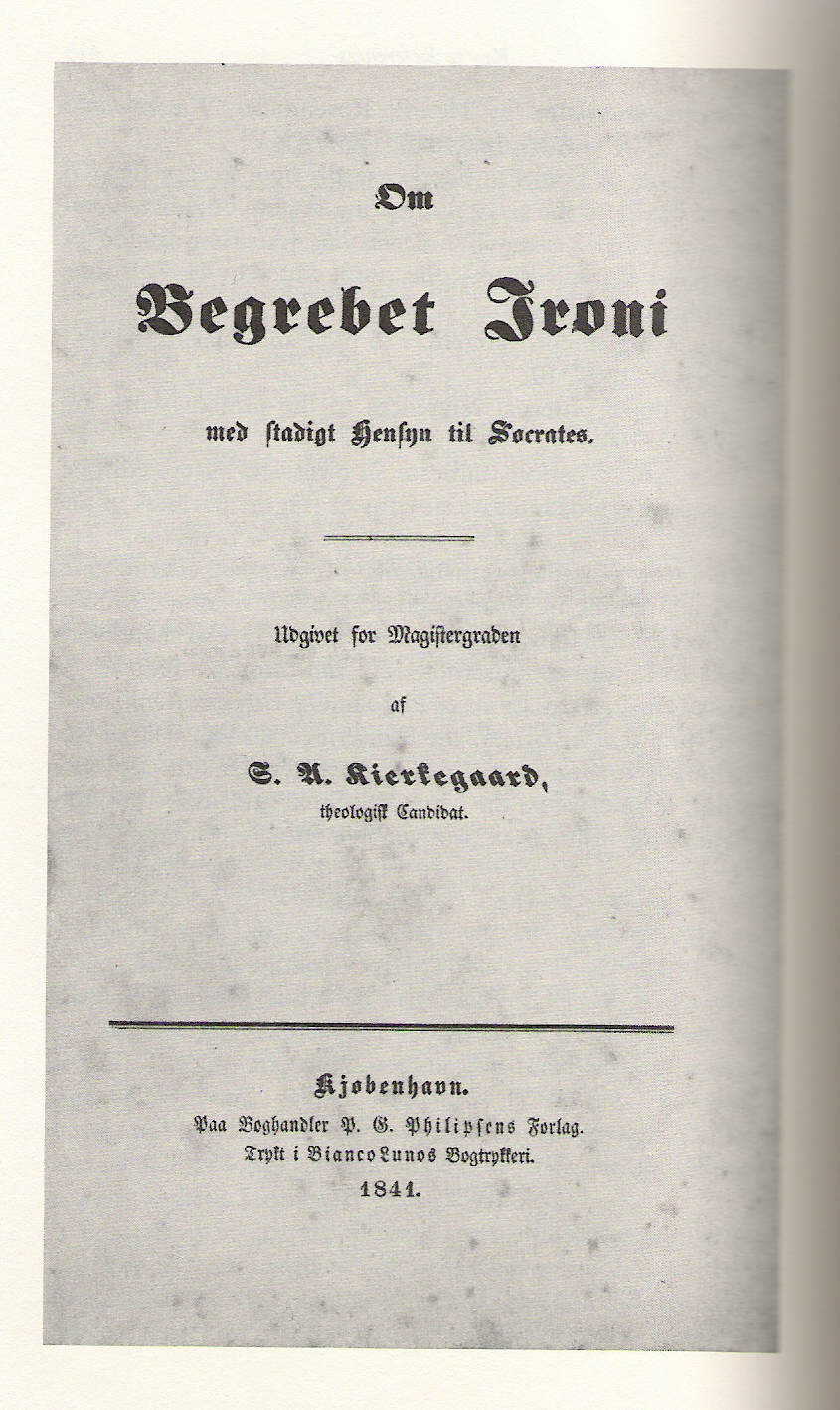
쇠렌 키르케고르의 논문.

논문(論文, 문화어: 론문, thesis)은 어떠한 주제에 대해 저자가 자신의 학문적 연구결과나 의견, 주장을 논리에 맞게 풀어 써서 일관성 있고 일정한 형식에 맞추어 체계적으로 쓴 글이다. 관련된 전문가들에 의해서 반드시 통과 절차와 동의를 받아야 한다. 그렇지 않은 경우에는 독자 연구가 된다.
영어로는 thesis, dissertation, paper라고도 한다. thesis는 그리스어에서 지적인 제의를 뜻하는 θέσις에서, dissertation은 라틴어에서 발표를 뜻하는 dissertātiō에서 각각 유래했다.
논문에는 학사, 석사, 박사 등 학위를 취득하기 위한 학위논문(thesis, dissertation)과 각종 학술지 (journal) 또는 학술대회에 발표하는 학술논문(paper, article), 그리고 출판을 위한 출판 논문(treatise) 등이 있다.
논문은 보통 제목, 초록, 목차, 서론, 본론, 결론, 참고 문헌 목록으로 구성된다. 여기에 부록이 붙기도 한다. 학위논문의 논문 길이는 자유로운 편이나, 심도있는 연구를 요구하는 박사학위 논문은 학·석사학위 논문에 비해 긴 편이다. 한편 학술논문은 보통 학술지나 학술대회에서 게재 안내시 그 길이를 제한하고 있으며, 이때 쪽 수나 단어·글자 수를 명시하여 제한하기도 한다.
이러한 사항들을 고려하여 첫째는, 논문의 연구 분야에 맞는 저널을 선택하는 것이다. 둘째는 논문의 출판 형태를 짧은 보고서로 할지, 아니면 전문이 담긴 보고서로 할지 결정하는 것이다. 이는 논문 원고의 길이를 결정하는 일이기 때문이다.
논문은 수행된 연구에 초점을 맞추어 저널에 게재되지만, 넓은 독자층을 형성하기 위해 책으로 출판을 하는 경우도 있다. 책의 구조는 논문 구조와는 조금 차이가 있다. 그 이유는 독자층이 다르고 독자와 책의 목적에 따라 접근 방식도 달라지기 때문이다. 예를 들어 강의를 위해 기본 참고용으로 자료가 쓰이도록 의도한 책이라면 책에서 다룰 주제를 정할 때 강의 계획서를 고려해야 한다. 논문은 대부분의 주제가 다루어져 있겠지만, 기존 문헌과의 격차를 채워야 한다.

## 종류

### 학위 논문
학위 논문은 영어로 thesis나 dissertation이라고 한다.
논문이라는 말의 기원을 살펴보면 먼저 영어 "thesis"라는 말은 그리스어 "테시스"(θέσις; 무엇인가 제시하는 것, something put forth)에서 왔고, "dissertation"이라는 말은 라틴어 "디세르타티오"(dissertātiō; 길, path)에서 왔다. 문자적 의미로만 해석한다면 논문이란 뭔가를 새로운 것을 주장하고 방향을 제시하는 것으로 이해된다. 대부분의 대학교의 석사 학위 과정과 박사 학위 과정에서는 학위수여의 조건으로 반드시 학생은 논문을 써서 심사를 통과하게끔 되어있다. 그러나 예술 분야에서는 논문을 대신하는 창조적 작품을 만들어 심사를 하기도 한다. 논문에 쓰이는 언어는 자국어 혹은 영어를 쓰는데 이전에 서양에서는 라틴어가 많이 쓰였으며 근대에는 프랑스어나 독일어가 많이 쓰이기도 했다. 이는 당시 이들 국가의 학문적 발달이 활발했기 때문이다. 현재는 거의 모든 학계에서 영어가 공식적 언어로 받아들여지고 있으며 국제적 발표를 요구하는 경우에는 반드시 영어를 써야한다.

### 학술 논문
학술 논문은 영어로 paper나 article이라고 한다. Paper 중에 길이가 긴 것을 full paper 또는 article이라고 부르고 짧은 것은 letter, 더 짧은 것은 communication이라고 부른다.

### 출판 논문
출판 논문은 영어로 treatise라고 한다.

### 논문집
논문집은 영어로 collection of articles라고 한다.

## 형식
보통 대학이나 학술지, 콘퍼런스 등 논문을 심사하고 발표를 하는 일을 담당하는 곳에서 형식을 지정하고 게재를 할 때 이에 맞출 것을 요구한다. 이에 관련한 국제규격으로는 ISO 7144, ISO 2145가 있으며 ISO 690은 참조 문헌 목록의 형식에 대해 ISO 31은 논문 안에 쓰이는 표준규격과 칫수의 단위에 대해 규정하고 있다.
최근에는 보통 마이크로소프트 워드 등의 프로그램을 이용한 템플릿 파일을 제공하거나 스타일 가이드 문서를 제공하기도 한다.

### ISO 690-1에 규정된 참조 목록 표현 형식
저자는 대문자로 제목은 이탤릭체로 표시하고 있다.
전공논문
LOMINANDZE, DG. Cyclotron waves in plasma. Translated by AN. Dellis; edited by SM. Hamberger. 1st ed. Oxford : Pergamon Press, 1981. 206 p. International series in natural philosophy. Translation of: Ciklotronnye volny v plazme. ISBN 0-08-021680-3.
전공논문의 부분 참조
PARKER, TJ. and HASWELL, WD. A Text-book of zoology. 5th ed., vol 1. revised by WD. Lang. London : Macmillan 1930. Section 12, Phyllum Mollusca, p. 663-782.
저널에 게재된 논문참조
WRINGLEY, EA. Parish registers and the historian. In STEEL, DJ. National index of parish registers. London : Society of Genealogists, 1968, vol. 1, p. 155-167.
연속된 게재 참조
Communication equipment manufacturers. Manufacturing an Primary Industries Division, Statistics Canada. Preliminary Edition, 1970- .Ottawa : Statistics Canada, 1971- . Annual census of manufacturers. Text in English and French. ISSN 0700-0758.

## 같이 보기
- 학위 논문 (thesis나 dissertation)
- 학술 출판#학술 논문 (학술 논문은 paper나 article)
- 출판 논문 (treatise)
- 논문집 (collection of articles)
- 저널
- 학술지
- 학회지